# Verwaltungsgemeinschaft Ebelsbach
In der Verwaltungsgemeinschaft Ebelsbach im unterfränkischen Landkreis Haßberge haben sich folgende Gemeinden zur Erledigung ihrer Verwaltungsgeschäfte zusammengeschlossen:
1. Breitbrunn, 1018 Einwohner, 12,40 km²
2. Ebelsbach, 3715 Einwohner, 25,77 km²
3. Kirchlauter, 1327 Einwohner, 16,91 km²
4. Stettfeld, 1096 Einwohner, 11,15 km²

Sitz der Verwaltungsgemeinschaft ist Ebelsbach.